# Juncais, Vila Ruiva e Vila Soeiro do Chão
Juncais, Vila Ruiva e Vila Soeiro do Chão (oficialmente: União das Freguesias de Juncais, Vila Ruiva e Vila Soeiro do Chão) é uma freguesia portuguesa do município de Fornos de Algodres, com 19,87 km² de área e 553 habitantes (censo de 2021). A sua densidade populacional é 27,8 hab./km².

## História
Foi constituída em 2013, no âmbito de uma reforma administrativa nacional, pela agregação das antigas freguesias de Juncais, Vila Ruiva e Vila Soeiro do Chão e tem a sede em Juncais.
Esta nova freguesia é constituída pelas localidades de: Juncais, Cadoiço, Ponte de Juncais, Vila Ruiva e Vila Soeiro do Chão.

## Demografia
A população registada nos censos foi:
| Distribuição da População por Grupos Etários | Distribuição da População por Grupos Etários | Distribuição da População por Grupos Etários | Distribuição da População por Grupos Etários | Distribuição da População por Grupos Etários | Distribuição da População por Grupos Etários |
| -------------------------------------------- | -------------------------------------------- | -------------------------------------------- | -------------------------------------------- | -------------------------------------------- | -------------------------------------------- |
| Antes da agregação                           |                                              |                                              |                                              |                                              |                                              |
| Ano                                          | 0-14 anos                                    | 15-24 anos                                   | 25-64 anos                                   | >= 65 anos                                   | Total                                        |
| 2001                                         | 92                                           | 98                                           | 326                                          | 217                                          | 733                                          |
| 2011                                         | 57                                           | 48                                           | 292                                          | 234                                          | 631                                          |
| Após a agregação                             |                                              |                                              |                                              |                                              |                                              |
| Ano                                          | 0-14 anos                                    | 15-24 anos                                   | 25-64 anos                                   | >= 65 anos                                   | Total                                        |
| 2021                                         | 41                                           | 39                                           | 231                                          | 242                                          | 553                                          |